# 1:0 für Sie
1:0 für Sie war die erste Fernseh-Spielshow von Peter Frankenfeld. Sie stellte für die Unterhaltung im deutschen Fernsehen einen großen Fortschritt dar. Die Show wurde immer live ausgestrahlt.

## Entstehung
Vorgeschichte
Die Fernsehunterhaltung startete in Deutschland mit dem Bunten Abend. Dabei handelte es sich um ein vom Varieté übernommenes Konzept, das aus einer Abfolge von unterschiedlichen Darbietungen bestand, die von einem Conférencier angesagt wurden. Die einzelnen Programmpunkte waren in der Regel zusammenhanglos, es handelte sich zumeist um Sänger und Artisten.
Nachteilig waren dabei vor allem die hohen Kosten. Das deutsche Fernsehen hatte nur einen Jahresetat von 12,5 Mio. DM, weswegen ein Künstler, der 1000 DM für seinen Auftritt bekam, mindestens 6 Minuten auf der Bühne agieren musste, da sich anders kein abendfüllendes Programm realisieren ließ. Deswegen bat man beispielsweise auch Artisten, etwas länger zu machen, als ihre Nummer interessant war. So kam es zum Slogan Der Bunte Abend ist tot und derjenige, welcher sich um einen überzeugenden Ersatz bemühte, hatte die Chance, extrem populär zu werden.
Zu modernen Unterhaltungsformen drängte auch die Rundfunkgeräte-Industrie, da der Absatz von Fernsehapparaten enttäuschte und sich dieser Zustand aus ihrer Sicht nur mit neuen Shows ändern lasse.
Idee
Peter Frankenfeld merkte bei seiner Radiosendereihe Wer zuletzt lacht …, dass sich einige Spiele ausgezeichnet für das Fernsehen eignen würden.
In der Show gab es zwar wie im Bunten Abend auch Artistik- oder Gesangsdarbietungen, sie machten aber nicht den wesentlichen Teil der Show aus, sondern waren eher dazu da, dem Zuschauer nach der Konzentration auf ein Spiel etwas Erholung zu gönnen.
Vorbereitung
Der NWDR produzierte in seinem Fernsehzentrum Hamburg-Lokstedt eine Probesendung. Dabei merkte Frankenfeld, dass das Vorgehen wie bei der Radio-Conférence Unruhe auf den Bildschirm bringt. Beim Radio war es nämlich vorteilhaft, auf die Bühne zu stürmen und sich dort viel zu bewegen. Deswegen beschaffte der NWDR eine Sendung des amerikanischen Fernsehstars Arthur Godfrey, der gemütlich hinter einem Schreibtisch saß und niemals in Hektik verfiel. Daran orientierte sich Frankenfeld fortan.
Die Regie führte bei allen Ausgaben Ruprecht Essberger.

## Ablauf
Der optimale Ablauf von 1:0 für Sie war bereits nach wenigen Ausgaben gefunden:
Start
Die Show begann stets um 20 Uhr mit der 1:0-Melodie, gespielt vom NWDR-Orchester. Zu Beginn wurde ausführlich auf die Zuschauerpost eingegangen und dabei wurden interessante Briefe verlesen und eingesandte Objekte gezeigt. Darunter waren zahlreiche Wimpel und Bierdeckel, da Frankenfeld einmal erwähnt hatte, diese zu sammeln. Dann folgte das erste Zuschauerspiel – eine Spielrunde nannte Frankenfeld Komplex.
Spiel mit ausgewählten Zuschauern
Die benötigten drei Kandidaten wurden aus dem Publikum mit einem Kinderspielzeug ermittelt, einem dreiflügeligen Kunststoffpropeller, der mit einem Handgerät, in dem sich ein Seilzug befand, gestartet wurde. Frankenfeld hatte dazu mehrere Propeller in der Tasche und sprach dabei von fliegenden Untertassen. Das Fangen dieser Untertassen auf der Tribüne löste gewöhnlich einen kleinen Tumult aus und ein Zuschauer kam dann mit dem Propeller auf die Bühne. Er musste Namen und Beruf nennen, wobei der Moderator noch nach einigen Details fragte, um ihm die Aufregung zu nehmen und ihn als Experten dastehen zu lassen. Diese Fähigkeit machte einen nennenswerten Teil von Frankenfelds Erfolg aus.
Anschließend galt es, eine Aufgabe zu lösen, beispielsweise Schaum mit einem Rasiermesser von einem Luftballon abzukratzen, ohne dass dieser platzt, oder Möbel aufzubauen. Derjenige, welcher die Aufgabe am besten oder schnellsten löste, bekam einen Preis, die anderen beiden bekamen einen Trostpreis. Für diesen Preis kam Walter Spahrbier zum Einsatz, der einen dunklen und einen hellen Umschlag zur Auswahl anbot. Beide Umschläge enthielten Preise: einer eher preisgünstige Dinge wie eine Gans oder ein Paket Daunen für ein Federbett, der andere zumeist eine Reise. Von diesen Spielen gab es mehrere pro Sendung.
20-Fragen-Quiz
Zu jeder 1:0-für-Sie-Ausgabe gehörte ein Fragequiz, zu dem Zuschauer einen Begriff einsandten. Frankenfeld zeichnete den Begriff und ein bekannter Sportler, Sänger oder Schauspieler musste ihn erraten, wozu er 20 Fragen stellen durfte. Wurde der Begriff nicht erraten, bekam der Einsender einen Preis, andernfalls bekam ein Saalzuschauer den Preis – die Kriterien, nach denen dieser Zuschauer ausgewählt wurde, änderten sich von Sendung zu Sendung.
Showteil
Zur Trennung der einzelnen Spielblöcke gab es Unterhaltungskünstler, die Frankenfeld ansagte.
Wohltätigkeit
Die Ausgabe vom 17. Juli 1955 kam aus Berlin und trug auch den Sondertitel 1:0 aus Berlin. Mit ihr begann auch Frankenfelds Engagement für die Wohltätigkeit, welche 1970 zum Bundesverdienstkreuz führte. Frankenfeld bekam immer wieder Post von Zuschauern, die ihn gerne zur Übernachtung einladen würden. Daraufhin schlug er vor, statt ihm doch Berliner Kinder aufzunehmen, was auf große Begeisterung stieß und zusammen mit dem Hilfswerk Berlin realisiert wurde.

## Zuschauerresonanz
Telefonumfrage
Bei der telefonischen Zuschauerbefragung, bei welcher die Teilnehmer eine Sendung im Bereich von −10 bis +10 bewerten mussten, bekam "1:0 für Sie" ungewöhnlich häufig den extrem hohen Wert +10, so dass man es bald aufgab, die Zuschauer über die Sendung zu befragen.
Kartenverkauf
Die Show fand in großen Hallen statt. Die Eintrittskarten kosteten 2 DM bis 6 DM und waren gewöhnlich eine Stunde nach Beginn des Vorverkaufs alle ausgegeben.
Stimmen
Peter von Zahn befand, dass die Show den besten amerikanischen Programmen ähnlichen Schlages gleichwertig, wenn nicht überlegen ist. Sie ist außerordentlich vielseitig und abwechslungsreich, ich möchte sagen, raffiniert aufgebaut.

## Verfilmung
Eine Berliner Produktionsgesellschaft drehte den Spielfilm Wunschkonzert, in dem Peter Frankenfeld sich selbst spielt. Unter der Regie von Erik Ode entstand eine Lustspielhandlung um 1:0 für Sie herum, an der auch Bully Buhlan, Paul Dahlke, Germaine Damar, Renate Holm und Georg Thomalla mitwirkten.

## Ende
Zirkus-Variante
Ab dem 1. August 1955 ging Peter Frankenfeld mit 1:0 für Sie im Zirkuszelt drei Monate lang auf Tournee. Weil der NWDR als Anstalt des öffentlichen Rechts nicht als Veranstalter auftreten durfte, organisierte die Konzertdirektion Collien ein dreistündiges Programm, von dem eine Stunde und 20 Minuten Frankenfeld zur Verfügung standen.
Letzte Ausgabe
Der Fernsehintendant des NWDR Werner Pleister hielt sich an die Regel, dass eine Sendereihe auf dem Höhepunkt ihres Erfolges abzubrechen sei. Deswegen ließ er "1:0 für Sie" auf der Großen Deutschen Funkausstellung in Düsseldorf das letzte Mal durchführen. Sie fand am 28. August 1955 in der Rheinhalle statt. Frankenfeld setzte seine Fernsehaktivitäten nach einer kurzen Pause mit einer ähnlichen Show fort. In dieser Pause flog er in die USA, um sich über das dortige Fernsehgeschehen zu informieren.

## Ausstrahlungen
Die Sendungen wurden zu folgenden Terminen ausgestrahlt:
| Datum      | Folge | Ort                                            | Besonderheit                                                    |
| ---------- | ----- | ---------------------------------------------- | --------------------------------------------------------------- |
| 31.01.1954 | 01    |                                                |                                                                 |
| 14.02.1954 | 02    | Festhalle Planten un Blomen, Hamburg           |                                                                 |
| 28.02.1954 | 03    |                                                |                                                                 |
| 14.03.1954 | 04    | Halle der Nationen, Planten un Blomen, Hamburg |                                                                 |
| 28.03.1954 | 05    | Großer Sendesaal des Hamburger Funkhauses      |                                                                 |
| 19.04.1954 | 06    | Westfalenhalle in Dortmund                     | Ostermontag                                                     |
| 02.05.1954 | 07    | Festhalle Planten un Blomen, Hamburg           |                                                                 |
| 16.05.1954 | 08    | Festhalle Planten un Blomen, Hamburg           |                                                                 |
| 30.05.1954 | 09    | Musikhalle Hamburg                             |                                                                 |
| 27.06.1954 | 10    | Musikhalle Hamburg                             |                                                                 |
| 25.07.1954 | 11    | Festhalle Planten un Blomen, Hamburg           |                                                                 |
| 08.08.1954 | 12    | Musikhalle Hamburg                             |                                                                 |
| 22.08.1954 | 13    | Friedrich-Ebert-Halle in Hamburg-Heimfeld      |                                                                 |
| 05.09.1954 | 14    | Holstenhalle in Neumünster                     |                                                                 |
| 19.09.1954 | 15    | Musikhalle Hamburg                             |                                                                 |
| 03.10.1954 | 16    | Friedrich-Ebert-Halle in Hamburg-Heimfeld      |                                                                 |
| 17.10.1954 | 17    | Ostsee-Halle in Kiel                           |                                                                 |
| 07.11.1954 | 18    | Musikhalle Hamburg                             |                                                                 |
| 03.12.1954 | 19    | Niedersachsenhalle, Hannover                   | Titel: 1:0 für Dich für Kinder im Nachmittagsprogramm um 16 Uhr |
| 01.01.1955 | 20    | Weser-Ems-Halle in Oldenburg                   |                                                                 |
| 13.02.1955 | 21    | Westfalenhalle in Dortmund                     |                                                                 |
| 06.03.1955 | 22    | Risch-Halle in Osnabrück                       |                                                                 |
| 27.03.1955 | 25    | Musikhalle Hamburg                             | 25. Sendung                                                     |
| 01.05.1955 | 26    | Festhalle Planten un Blomen, Hamburg           | Titel: Mit 1:0 in den Frühling                                  |
| 15.05.1955 | 27    | Festsaal des Rütli in Bielefeld                |                                                                 |
| 19.06.1955 | 27    | Westfalenhalle in Dortmund                     |                                                                 |
| 17.07.1955 | 28    | Berliner Sportpalast                           | Titel: 1:0 für Berlin                                           |
| 31.08.1955 | 29    | Rheinhalle in Düsseldorf                       | Titel: 1:0 für Düsseldorf                                       |